# جيوفري هاريسون
جيوفري هاريسون (بالإنجليزية: Geoffrey Harrison)‏ هو دبلوماسي وسياسي بريطاني، ولد في 18 يوليو 1908 في المملكة المتحدة، وتوفي في 12 أبريل 1990. انتخب ambassador of the United Kingdom to the Soviet Union ‏ (1965 – 1968) وانتخب سفير المملكة المتحدة لدى البرازيل (1956 – 1958) وانتخب سفير المملكة المتحدة لدى إيران (1958 – 1963).

## روابط خارجية
- جيوفري هاريسون على موقع مونزينجر (الألمانية)